# Carlos Borromeu Duarte

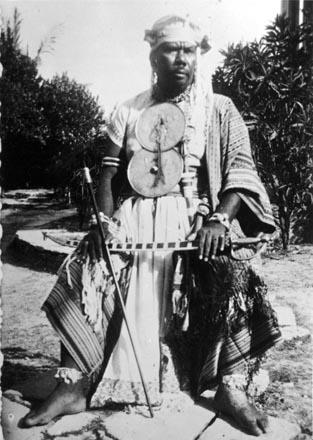
Carlos Borromeu Duarte im Álbum Fontoura

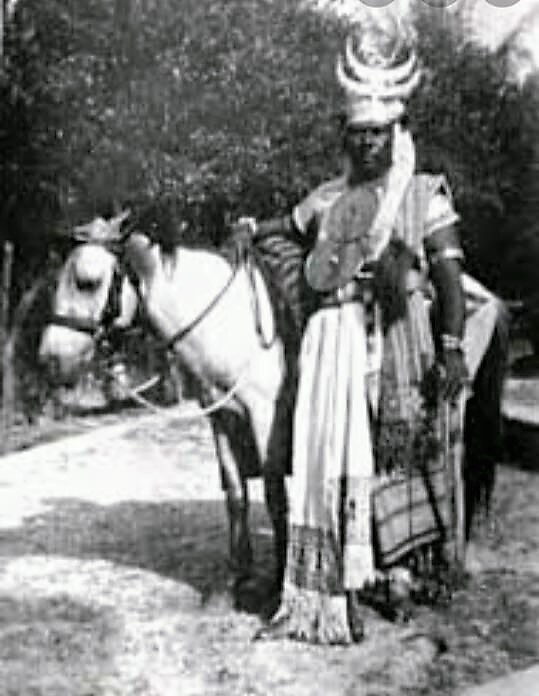
Carlos Borromeu Duarte im Álbum Fontoura

Dom Carlos Borromeu Duarte (* in Deribate, Hatulia, Portugiesisch-Timor; † 1945 in Portugiesisch-Timor) war ein Liurai, ein Herrscher auf der Insel Timor.

## Werdegang
Carlos wurde als Sohn von Dom José geboren, des Liurais von Deribate im heutigen Hatulia, und seiner Frau Dona Humbelina Duarte. Als Dom Januário, der Liurai von Alas als einer der Aufständischen der Rebellion von Manufahi (1911/1912) ums Leben kam, setzten die portugiesischen Kolonialherren und Adligen von Alas Carlos als neuen Herrscher ein. Carlos studierte zu dieser Zeit am Colégio in Soibada, wo die Adligen ihn als neuen Liurai auswählten. In Alas angekommen, wurde Carlos auch von den anderen Würdenträger des Reiches akzeptiert.
Mit der Machtübernahme in Alas begründete Carlos eine neue Dynastie. Er heiratete Engracia Doutel Sarmento, Tochter und Erbin von Afonso Hornai Soares de Perreira, Liurai von Bibissuço. Auch dieser war einer der gefallenen Aufständischen. Aus der Ehe entstammen drei Kinder: Catarina Doutel Sarmento Borromeu Duarte, José Borromeu Duarte und Alexandrino Borromeo.
Parallel dazu heiratete Carlos nach katholischem Ritus Maria Sequeira Carvalho Borromeu Duarte. Diese Ehe blieb kinderlos. Außerdem erhielt Carlos von den Adligen die Erlaubnis, mit Maria Doutel Sarmento zusammenzuleben, eine weitere Tochter von Afonso von Bibissuço und Halbschwester von Engracia. Aus dieser Beziehung gingen zwei Töchter hervor: Celeste Borromeu Duarte und Maria Virgínia Borromeu Duarte.
In der Regierungszeit von Carlos wurden eine Mühle, eine Schule und eine Kirche errichtet. Carlos war als Bildhauer tätig. Die Statuen, die er schuf und wofür er Anerkennung der Kolonialherren erhielt, überlebten die japanische Besetzung Timors im Zweiten Weltkrieg aber nicht.
Aufgrund einer Anschuldigung durch einen Timoresen, dass Carlos mit den Australiern zusammenarbeiten würde, versuchten die Japaner 1945 ihn gefangen zu nehmen. Als das misslang, wurden seine Frauen und Kinder als Geiseln genommen. Carlos ergab sich und wurde von den Japanern zu Tode geprügelt. Dem Leichnam wurde ein Seil um den Hals gelegt, dieses an einem Pferd befestigt und der Tote von Betano nach Alas geschleift, wo Carlos beerdigt wurde.
Seine Witwe Maria Borromeu Duarte übernahm die Herrschaft, bis 1952 Januário da Costa Franco, Urgroßneffe von Dom Carlos und Verwaltungsangestellter in Maubisse, neuer Liurai wurde. José Borromeu Duarte, der Sohn von Dom Carlos, folgte 1974 als Liurai.